# Territorial Parks im Yukon
Dieser Artikel gibt eine Übersicht über die zurzeit vier (Stand: September 2019) Territorial Parks im kanadischen Territorium Yukon. Die Provinzparks im Yukon werden, abweichend von den meisten anderen kanadischen Provinzen, hier als Territorial Park (englisch) bzw. Parcs territoriaux (französisch) bezeichnet.
Neben den bestehenden Parks wird die Einrichtung von vier weiteren Parks vorangetrieben. Die neuen Parks haben mindestens die erste Stufe im Prozess bereits durchlaufen und unterliegen bereits einem erhöhten Schutz. Der Dàadzàii Vàn Territorial Park befindet sich im Endstadium der Einrichtung.
Die Parks werden von Yukon Parks, einer Behörde von Environment Yukon, verwaltet. Die aktuelle rechtliche Grundlage für die Parks ist der Parks and Land Certainty Act (RSY 2002, c.165) von 2002.

## Liste
| IUCN-Kategorie (a) | WDPA-ID   | Name                                                                         | Fläche in km² | Gründungsdatum      | Internetseite                                                                |
| ------------------ | --------- | ---------------------------------------------------------------------------- | ------------- | ------------------- | ---------------------------------------------------------------------------- |
| V                  | 555558195 | Agay Mene Territorial Park                                                   |               | Park in Einrichtung | Aishihik Lake                                                                |
| II                 | 555516407 | Asi Keyi Territorial Park                                                    |               | Park in Einrichtung | Asi Keyi                                                                     |
| III                | 555637752 | Coal River Springs Territorial Park                                          | 16            | 1990                | Coal River Springs Territorial Park                                          |
|                    |           | Dàadzàii Vàn Territorial Park (b)                                            | 1525          | Park in Einrichtung | Dàadzàii Vàn                                                                 |
| II                 | 555637783 | Herschel Island – Qikiqtaruk Territorial Park                                | 113           | 1987                | Herschel Island-Qikiqtaruk Territorial Park                                  |
| II                 | 555637802 | Kusawa Territorial Park                                                      | 3081          | 2016                | Kusawa Territorial Park                                                      |
| Ib                 | 555637833 | Ni'iinlii Njik (Fishing Branch) Territorial Park and Habitat Protection Area | 5355          | 1999                | Ni'iinlii Njik (Fishing Branch) Territorial Park and Habitat Protection Area |
| II                 | 555637929 | Tombstone Territorial Park                                                   | 2050          | 2000                | Tombstone Territorial Park                                                   |